# County's van Liberia
Liberia is onderverdeeld in vijftien county's.
|    | County           | Hoofdstad    | Kaart                |
| -- | ---------------- | ------------ | -------------------- |
| 1  | Bomi             | Tubmanburg   | County's van Liberia |
| 2  | Bong             | Gbarnga      | County's van Liberia |
| 3  | Gbarpolu         | Bopolu       | County's van Liberia |
| 4  | Grand Bassa      | Buchanan     | County's van Liberia |
| 5  | Grand Cape Mount | Robertsport  | County's van Liberia |
| 6  | Grand Gedeh      | Zwedru       | County's van Liberia |
| 7  | Grand Kru        | Barclayville | County's van Liberia |
| 8  | Lofa             | Voinjama     | County's van Liberia |
| 9  | Margibi          | Kakata       | County's van Liberia |
| 10 | Maryland         | Harper       | County's van Liberia |
| 11 | Montserrado      | Bensonville  | County's van Liberia |
| 12 | Nimba            | Sanniquellie | County's van Liberia |
| 13 | River Cess       | Cesstos City | County's van Liberia |
| 14 | River Gee        | Fish Town    | County's van Liberia |
| 15 | Sinoe            | Greenville   | County's van Liberia |